# Geomyphilus rubiginosus
Geomyphilus rubiginosus är en skalbaggsart som beskrevs av Horn 1870. Geomyphilus rubiginosus ingår i släktet Geomyphilus och familjen Aphodiidae. Inga underarter finns listade i Catalogue of Life.